# Chirala
Chirala é uma cidade situada na região costeira de Andhra Pradesh.